# Karl Herwig (Politiker, 1816)
Karl Herwig (* 14. November 1816 in Reichensachsen; † 30. November 1876 ebenda) war ein deutscher Bürgermeister und Mitglied der Kurhessischen Ständeversammlung.

## Leben
Karl Herwig bekleidete in seiner Heimatgemeinde Reichensachsen das Amt des Bürgermeisters und erhielt 1850 in dieser Funktion ein Mandat für den 12. kurhessischen Landtag.
Dieser war nach den Unruhen im Jahr 1830 zum Zweck der Beratung und Verabschiedung einer Verfassung gebildet worden und hatte bis 1866 Bestand, als das Land Hessen durch Preußen annektiert wurde.
Herwig wurde aus dem Wahlkreis Eschwege-Land in das Parlament gewählt.